# Totara Vale
Tōtara Vale est une banlieue localisée sur les berges du North Shore de la zone métropolitaine d’Auckland, dans l’ Île du Nord de la Nouvelle-Zélande.

## Gouvernance
Elle est sous la gouvernance locale du Conseil d’Auckland.
La banlieue contient la « Rewi Alley Reserve », qui est un mémorial pour  Rewi Alley (en), un Néo-Zélandais qui vécut la plus grande partie de sa vie en Chine.

## Démographie
Tōtara Vale couvre  1,77 km2 et a une population estimée à 7 220 résidents en juin 2022 avec une densité de population de 4 079 personnes par km2.
La localité de Tōtara Vale avait une population 7 041 habitants lors du recensement de 2018 en Nouvelle-Zélande, une augmentation de 528 personnes (8,1 %) depuis le  recensement de 2013, et une augmentation de 738 personnes (11,7 %) depuis le recensement de 2006 en Nouvelle-Zélande.
Il y avait  2 220 logements, comprenant 3 534 hommes et 3 501 femmes donnant un sexe-ratio de 1,01 homme pour une femme, avec 1 239 personnes (17,6 %) âgées de moins de 15 ans, 1 824 personnes (25,9 %) âgées de 15 à 29 ans, 3 396 personnes (48,2 %) âgées de 30 à 64 ans et 579 personnes (8,2 %) âgées de 65 ans ou plus.
L’ethnicité est de 41,0 % européens/Pākehās, 6,8 % de Māori, 4,9 % personnes venant du Pacifique (en), 49,6 %  d' origine asiatique (en), et 6,2 % d’une autre ethnicité. Les personnes peuvent s’identifier de plus d’une ethnicité en fonction de leur parenté.
Le pourcentage de personnes nées outre-mer est de 57,5 %, comparé avec les 27,1 % au niveau national.
Bien que certaines personnes choisissent de ne pas répondre à la question du recensement sur leur affiliation religieuses, 41,9 % n’ont aucune religion, 40,1 % sont chrétiens (en), 0,2 % ont des croyances religieuses Māori (en), 5,7 % sont hindouistes (en), 2,0 % sont musulmans, 2,7 % sont bouddhistes (en) et 2,8 % ont une autre religion.
Parmi ceux d’au moins 15 ans d’âge, 1 890 personnes (32,6 %) ont un niveau de licence ou un degré supérieur et 609 personnes (10,5 %) personnes n’ont aucune qualification formelle.
798 personnes (13,8 %) gagnent plus de 70.000 $  comparé avec les 17,2 % au niveau national.
Le statut d’emploi de ceux d’au moins 15 ans d’âge est, pour 3 240 personnes (55,8 %) : employées à plein temps, pour 792 personnes (13,7 %) employées à temps partiel et 189 personnes (3,3 %) sont sans emploi.
| Nom               | surface (km2) | Population | Densité (par km2) | logements | âge médian | revenus médians |
| ----------------- | ------------- | ---------- | ----------------- | --------- | ---------- | --------------- |
| Totara Vale North | 0,87          | 3174       |                   | 975       | 32,7 ans   | 34,600 $        |
| Totara Vale South | 0,90          | 3867       |                   | 1245      | 33,2 ans   | 35,500 $        |
| Nouvelle-Zélande  |               |            |                   |           | 37,4 ans   | 31.800 $        |

## Éducation
L’école de Target Road est une école primaire publique, mixte, allant des années 1 à 6, avec un effectif de  423 élèves en novembre 2022. L’école a ouvert en 1967.